# Klaus Eckhardt
Klaus Eckhardt (* 15. August 1949 in Bonn; † 6. Juni 2012 bei Gonia, Kreta) war ein deutscher Autor. Er schrieb vor allem Reiseführer über Griechenland und insbesondere Kreta, ferner etliche auf Kreta spielende Kriminalromane.

## Biografie
Eckhardt wuchs in Witzenhausen auf. Er begann ein Studium der Betriebswirtschaftslehre an der Universität zu Köln, machte dann eine Ausbildung zum Buchhändler und war fast 20 Jahre lang Geschäftsführer einer Universitätsbuchhandlung.
In den 1980er-Jahren schrieb und moderierte er mehrere Sendungen für den WDR. Daneben schrieb er zahlreiche Bücher, darunter Reiseführer, Liederbücher und Kochbücher rund um das Thema Griechenland und Kreta. Kreta, das er als seine zweite Heimat betrachtete, bereiste er regelmäßig.
Auch seine Krimis spielen in Griechenland und auf Kreta.
Klaus Eckhardt lebte in Köln und arbeitete als freiberuflicher IT-Anwendungstrainer.

## Werke

### Kreta-Krimis
- Kreta, Tod und Teufel. 1994, ISBN 3-926176-62-8.
- Der Kopflose von Kreta. Köln 1991, ISBN 3-926176-36-9.
- Kreta sehen und sterben. Köln 1992, ISBN 3-926176-38-5.
- Tote trinken keinen Raki. Mähringen 2002, ISBN 3-9806168-8-6.
- Todesflug am Ida. Mähringen 2004, ISBN 3-937108-02-5.
- In Agia Galini wartet der Tod. Mähringen 2007, ISBN 978-3-937108-10-0.
- Der Teufel aus den Weißen Bergen. Mähringen 2009, ISBN 978-3-937108-16-2.
- Triopetra – Feuer im Paradies. Der fünfte Fall des Jak Anatolis. Mähringen 2011, ISBN 978-3-937108-24-7.

### Reiseführer
- Griechenland I/II. 1989, ISBN 3-924366-18-7.
- Kreta, Preiswert reisen. Bd. 13, 1. Auflage. Köln, 1986, ISBN 3-89607-390-7.
  - niederländisch: 3. Auflage. Amsterdam 1991, ISBN 90-5336-025-5.
- Kreta, Nützliche Reisetips von A – Z. 6. Auflage. 1996, ISBN 3-89607-396-6.
- Sporaden, Pílion. 1. Auflage. Köln 1988, ISBN 3-89210-360-7.
- Peloponnes. 1. Auflage. Köln 1987, ISBN 3-89210-224-4.
  - niederländisch: Peloponnesos. Amsterdam 1989, ISBN 90-6133-130-7.
- Kreta – der Autoreiseführer. 1. Auflage. Mähringen 2012, ISBN 978-3-937108-28-5.

### Sonstiges
- So singt Griechenland 2. Das zweite Liederbuch. Köln 1999, ISBN 3-92-9889-31-5.
- So singt Griechenland. Ein Liederbuch. Köln 1993, ISBN 3-923728-55-7.
- So spielt man Tavli. Köln 1992, ISBN 3-923728-28-X.
- 100 griechische Gerichte. 1. Auflage. Köln 1988, ISBN 3-89452-314-X.
- Made in Greece. So singt Griechenland II. Köln 1984, ISBN 3-923728-16-6.